# 12447 Yatescup
12447 Yatescup (1996 XA12) là một tiểu hành tinh vành đai chính được phát hiện ngày 4 tháng 12 năm 1996 bởi Spacewatch ở Kitt Peak. Nó được đặt theo tên Yates Cup, a Canadian football trophy awarded to Ontario University Athletics football champion. It was first presented in 1898 và is the oldest active football trophy in North America.